# 戈斯赛加奥恩
戈斯赛加奥恩（Gossaigaon），是印度阿萨姆邦Kokrajhar县的一个城镇。总人口13267（2001年）。

## 人口
该地2001年总人口13267人，其中男性6974人，女性6293人；0—6岁人口1697人，其中男898人，女799人；识字率75.71%，其中男性为82.28%，女性为68.43%。